# Ponérihouen
Ponérihouen ist eine Gemeinde in der Nordprovinz in Neukaledonien. Sie liegt auf der Hauptinsel Grande Terre.
Die höchste Erhebung ist der Aoupinié mit 1006 m.
Der Ort Ponérihouen liegt am Fluss Tchamba.  

## Bevölkerung
| Einwohner | 1840 | 1853 | 1948 | 2065 | 1932 | 2326 | 2691 | 2726 | 2384 | 2370 | 2420 |
| Jahr      | 1956 | 1963 | 1969 | 1976 | 1983 | 1989 | 1996 | 2004 | 2009 | 2014 | 2019 |

## Persönlichkeiten
- Déwé Gorodey (1949–2022), Politikerin, Schriftstellerin und Unabhängigkeitsaktivistin